# Diecezja ’s-Hertogenbosch

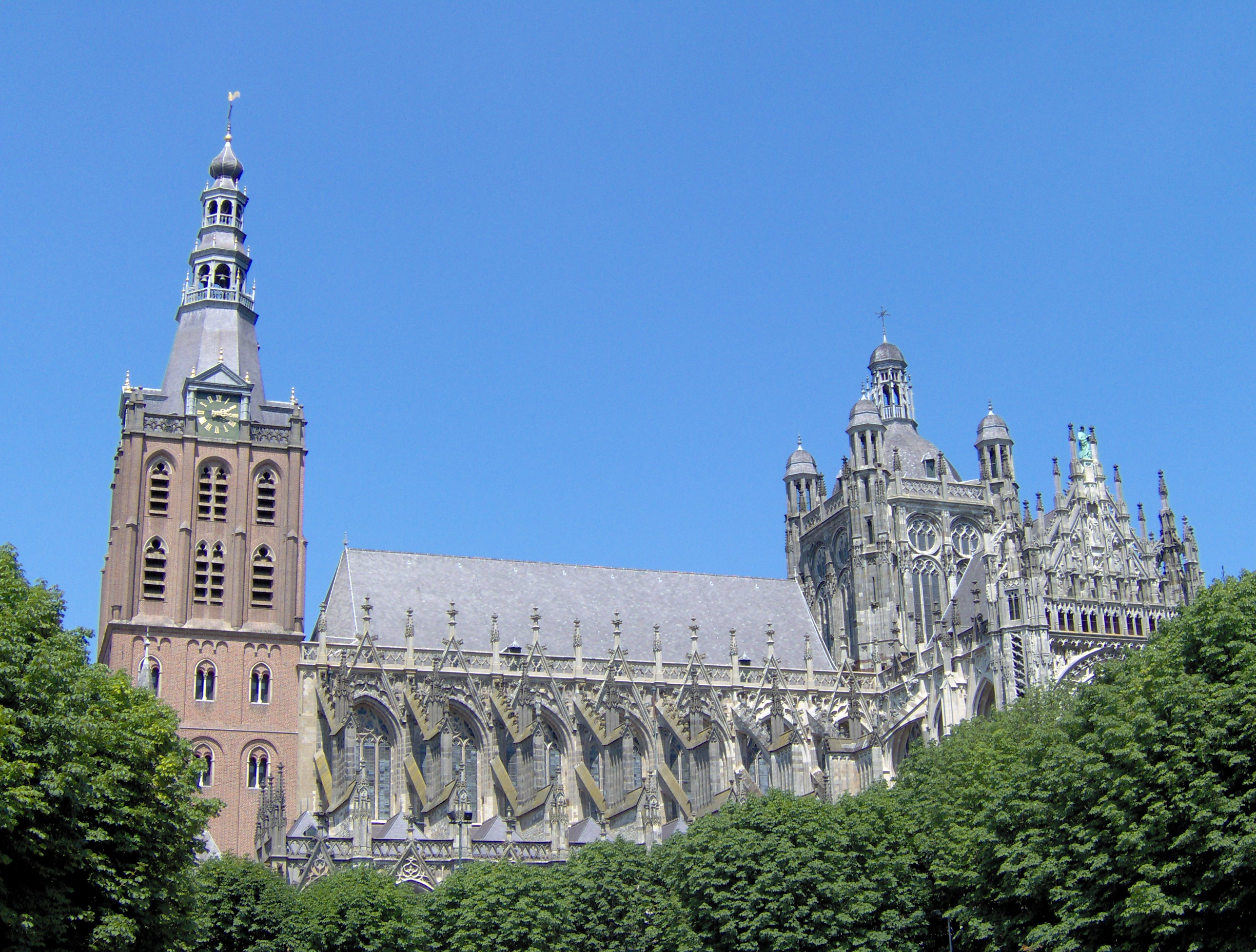
Katedra św. Jana w ’s-Hertogenbosch

Diecezja ’s-Hertogenbosch (łac.: Dioecesis Buscoducensis, hol.: Bisdom 's-Hertogenbosch) – katolicka diecezja holenderska położona w południowo-wschodniej części kraju, obejmująca swoim zasięgiem terytorium Limburgii. Siedziba biskupa znajduje się w katedrze św. Jana w ’s-Hertogenbosch.

## Historia
Historia biskupstwa sięgają okresu XVI w., kiedy to 12 maja 1559 r. papież Paweł IV erygował diecezję ’s-Hertogenbosch, z części ziem diecezji Liège na podstawie bulli Super Universas, podporządkowując ją jako sufraganię archidiecezji utrechckiej. 
Diecezja została zlikwidowana w czasie wojny trzydziestoletniej w 1629 r. Na jej miejscu utworzono w 1648 r. wikariat apostolski, podlegający bezpośrednio do Stolicy Apostolskiej. Został on 4 marca 1853 r. przekształcony w pełnoprawną diecezję po zawarciu konkordatu między Rzymem a Holandią. W 1936 r. biskupstwo weszło w skład nowo utworzonej metropolii utrechckiej.

## Biskupi
- biskup diecezjalny - bp Gerard de Korte
- biskup pomocniczy - bp Rob Mutsaerts

## Podział administracyjny
Diecezja ’s-Hertogenbosch składa się obecnie ze 298 parafii, zgrupowanych w 21 dekanatach. Do 2020 r. planuje się redukcję liczby parafii i dekanatów. Liczba tych ostatnich będzie wynosić 12. 

## Główne świątynie[5]
- Katedra św. Jana w ’s-Hertogenbosch
- Bazylika św. Piotra i św. Pawła w Boxmee

## Patroni
- św. Jan Ewangelista